# 微碩士
微碩士（英語：MicroMasters）是部份大學通過edX平台進行的網上碩士級課程，相當於¼碩士學位。微碩士畢業生可以銜接升讀相關大學的碩士學位課程。開辦微碩士課程的大學包括麻省理工學院、哥倫比亞大學、亞利桑那州立大學、代爾夫特理工大學等。